# More Miko
More Miko je dokumentární film o aktivistovi Jaroslavu Mikovi o jeho úsilí dosáhnout přijetí čtyřiceti dětských uprchlíků odmítnutých vládou Andreje Babiše během války v Sýrii v roce 2019.

## Obsah dokumentu
| „               | Někdy v roce 2017 jsem narazil na video z použití chemických zbraní v Sýrii. Záběry dětí, které po tomto útoku umíraly, byly hrozivé a já je několik dní nemohl dostat z hlavy. V Česku tou dobou probíhala hysterie z migrantů, kterou někteří amorální politici podněcovali, a mně to přišlo celé neskutečné. Sám jsem byl s rodinou kdysi žadatelem o azyl v Kanadě, a měl jsem tak možnost poznat spoustu lidí z celého světa, kteří byli na útěku. Všechny tyhle skutečnosti vedly k tomu, že jsem založil iniciativu Češi pomáhají a začali jsme vyvíjet občanský tlak na českou vládu, aby přijala z řeckých uprchlických táborů alespoň dětské sirotky. | “ |
| — Jaroslav Miko | |   |

Dokument má tři roviny. V politické rovině dokument popisuje neúspěšnou snahu Jaroslava Mika, napůl romského řidiče kamionu, přimět vlády Andreje Babiše a následně Petra Fialy k přijetí uprchlických sirotků z táborů v Řecku.
V druhé rovině mapuje také Mikovy další pomáhání v oblasti lidských práv, jako jsou cesty do uprchlických táborů, slovenských romských osad nebo na slovensko-ukrajinské hranice po začátku ruské invaze na Ukrajinu.
A v třetí rovině zaznamenává i dopad na Mikovy vztahy s manželkou a dětmi nebo různé výhrůžky anonymů na sociálních sítích.
Podle dramaturgů sekce Česká radost na Mezinárodním festivalu dokumentárních filmů Ji.hlava je More Miko „nelichotivý, ale přesně artikulovaný portrét Česka jako země, která nabídne pomocnou ruku jen, když se jí to vyplatí.“

## Natáčení
Dokument režíroval Robin Kvapil, který materiál sbíral bezmála čtyři roky. Při natáčení štáb v doprovodu Mika nacestoval přes dvacet tisíc kilometrů, navštívil například i český a evropský parlament.

## Uvedení
Film měl premiéru na Mezinárodním festivalu dokumentárních filmů Ji.hlava 28. 10. 2022. Do kin byl uveden do českých kin 9. března 2023.

## Recenze a hodnocení
- Mirka Spáčilová, iDNES.cz: „Donkichotský hrdina filmu More Miko, který právě vstupuje do kin, pomohl „hodným“ politikům vyhrát volby proti „zlým“, načež zjistil, že své sny si stejně musí plnit sám.“[3]